# Yomp

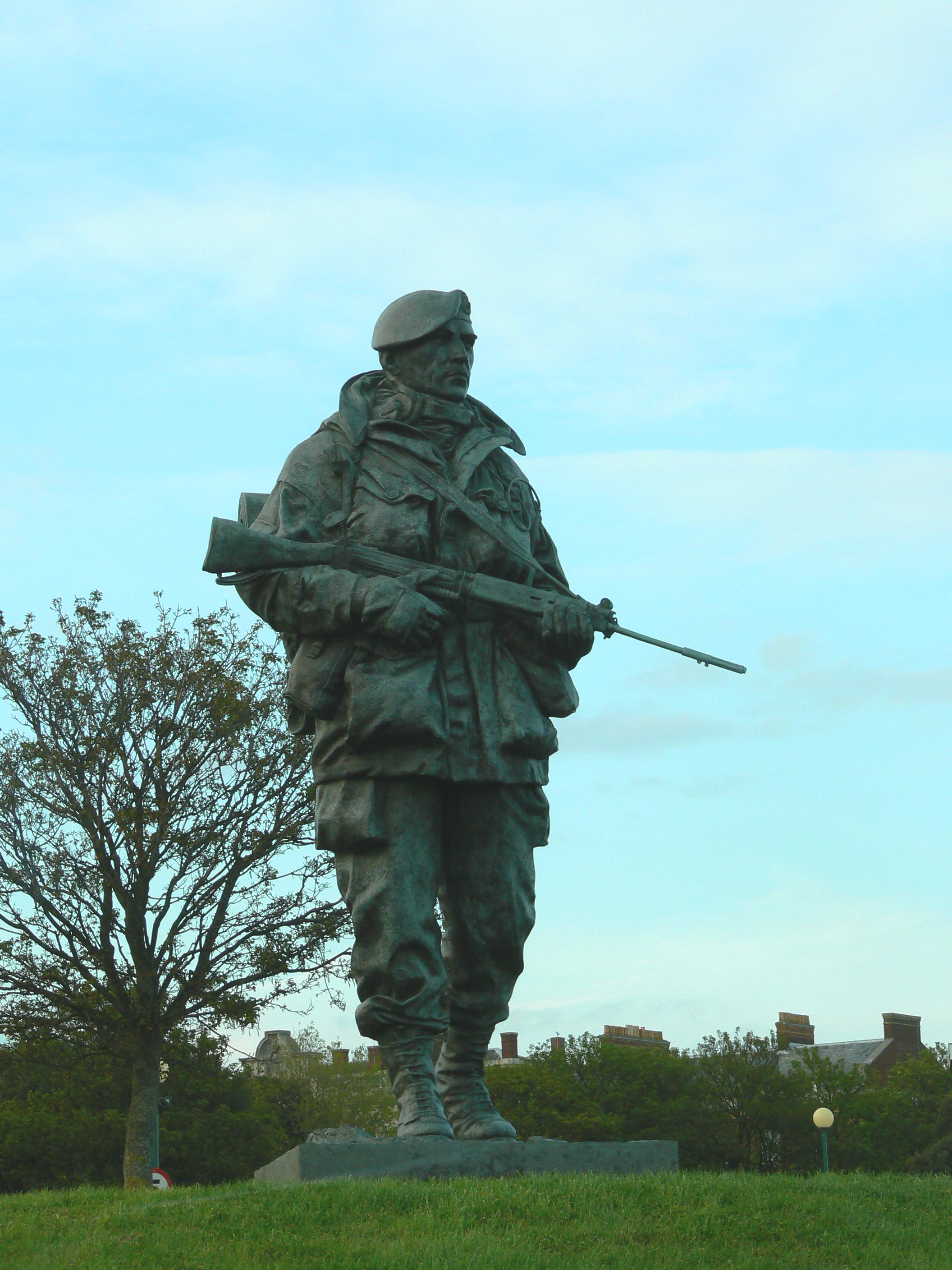
Statue de « The Yomper »

Yomp est un terme d'argot utilisé dans les Royal Marines britanniques pour décrire la marche des soldats sur une longue distance, avec leur équipement complet. L'origine du terme est incertaine (il pourrait s'agir de l'acronyme de Your Own Marching Pace, en français : à votre propre rythme). Le terme est popularisé par la couverture médiatique de la guerre des Malouines en 1982. « Yomp » a été comparé au terme yump utilisé dans le monde du rallye automobile et qui signifie « quitter le sol lors du passage d'une crête à pleine vitesse », apparemment une variant de jump.
Le plus célèbre « yomp » a lieu pendant la guerre des Malouines en 1982. Après avoir débarqué de leurs navires près de San Carlos sur l'île Malouine orientale, le 21 mai 1982, les Royal Marines et les soldats du Parachute Regiment ont marché avec leur équipement à travers les îles, sur une distance de 90 km en trois jours transportant leur équipement de 36 kg.

## Synonymes
Dans l'argot de la British Army, le mot pour désigner le même concept est « TAB », son origine est également inconnue. Il s'agit peut être d'un acronyme pour « Tactical Advance to Battle » (en français : avance tactique vers la bataille))
Dans l'argot de l'US Army, les soldats utilisent le mot « ruck » (qui vient de « rucksack », sac à dos) ou le mot « hump » (bosse).

## «The Yomper»
La photographie intitulée « the Yomper » deviendra l'une des images iconiques de la guerre des Malouines,. La photographie originelle est prise par l'officier marinier Peter Holdgate, photographe des forces commando, travaillant alors comme membre de l'agence de presse des forces commando. Après avoir débarqué avec 40 commandos dans la baie de San Carlos, Holdgate accompagne les forces à travers les zones de guerre des Malouines, prenant des centaines de clichés. Le caporal Peter Robinson qui figure au premier plan de la photo, est alors âgé de 24 ans. En juin 1982, il remonte avec un groupe de Royal Marines le Moody Brook track en direction de Port Stanley.
Quand la nouvelle de la reddition des forces argentines avait été reçue, le caporal Brennan avait sorti un petit Union Jack de son sac à dos (qu'il avait emprunté à bord du SS Canberra). Le Royal Marine Fraser avait dans un premier temps attaché le drapeau à antenne radio du caporal Brennan, mais celui-ci s'est détaché avec le vent. Il a ensuite été fixé avec du ruban adhésif à l'antenne radio du caporal Robinson (qui était le dernier homme dans la patrouille). La photographie, en elle-même, était entièrement spontanée et non mise en scène. Le drapeau de l'Union Jack a été restitué au caporal Brennan à Port Stanley, qui l'a en sa possession à ce jour[Quand ?]. L'image a été utilisée comme source d'inspiration pour la création d'une statue qui est inaugurée par Lady Margaret Thatcher le 8 juillet 1992 pour le 10e anniversaire de la fin du conflit. Il orne désormais l'entrée du Royal Marines Museum (en) à Southsea.

## Culture populaire
La couverture médiatique de cette guerre a vu le terme « yomp » entrer dans le langage courant au Royaume-Uni. Toutefois, le terme tend à être de moins en moins utilisé avec le temps[réf. nécessaire].

### Jeux vidéo
- Virgin Games, Inc. a publié le jeu vidéo pour ordinateur Yomp (1983), peu de temps après la fin de la guerre des Malouines.

### Littérature
- Dans le second roman de Charlie Higson de la série « The Enemy », intitulé The Dead (en) (2010), le personnage Bam déclare à Greg, « I grew up in the country, you see, always out yomping 'round the fields[10]. »